# 322 (film)
Pour plus de détails, voir Fiche technique et Distribution.
322 est un film tchécoslovaque réalisé par Dušan Hanák, sorti en 1969.

## Synopsis
Le code 322 est celui du cancer dans les dossiers médicaux du pays.

## Fiche technique
- Titre français : 322
- Réalisation : Dušan Hanák
- Scénario : Dušan Hanák et Ján Johanides
- Décors : Oskar Havlik
- Costumes : Júlia Morvicová
- Photographie : Viktor Svoboda
- Montage : Alfréd Benčič
- Musique : Ladislav Gerhardt
- Pays d'origine : Tchécoslovaquie
- Format : Noir et blanc - 35 mm - Mono
- Genre : drame
- Durée : 95 minutes
- Dates de sortie :
  - RFA : novembre 1969 (Festival international du film de Mannheim-Heidelberg)
  - Tchécoslovaquie : 9 octobre 1970

## Distribution
- Václav Lohniský : Lauko
- Lucyna Winnicka : Marta
- Josef Abrhám : Peter
- Miroslav Macháček : Lékar
- Frantisek Zvarík : Císnik